# 中国人民政治协商会议北京市委员会

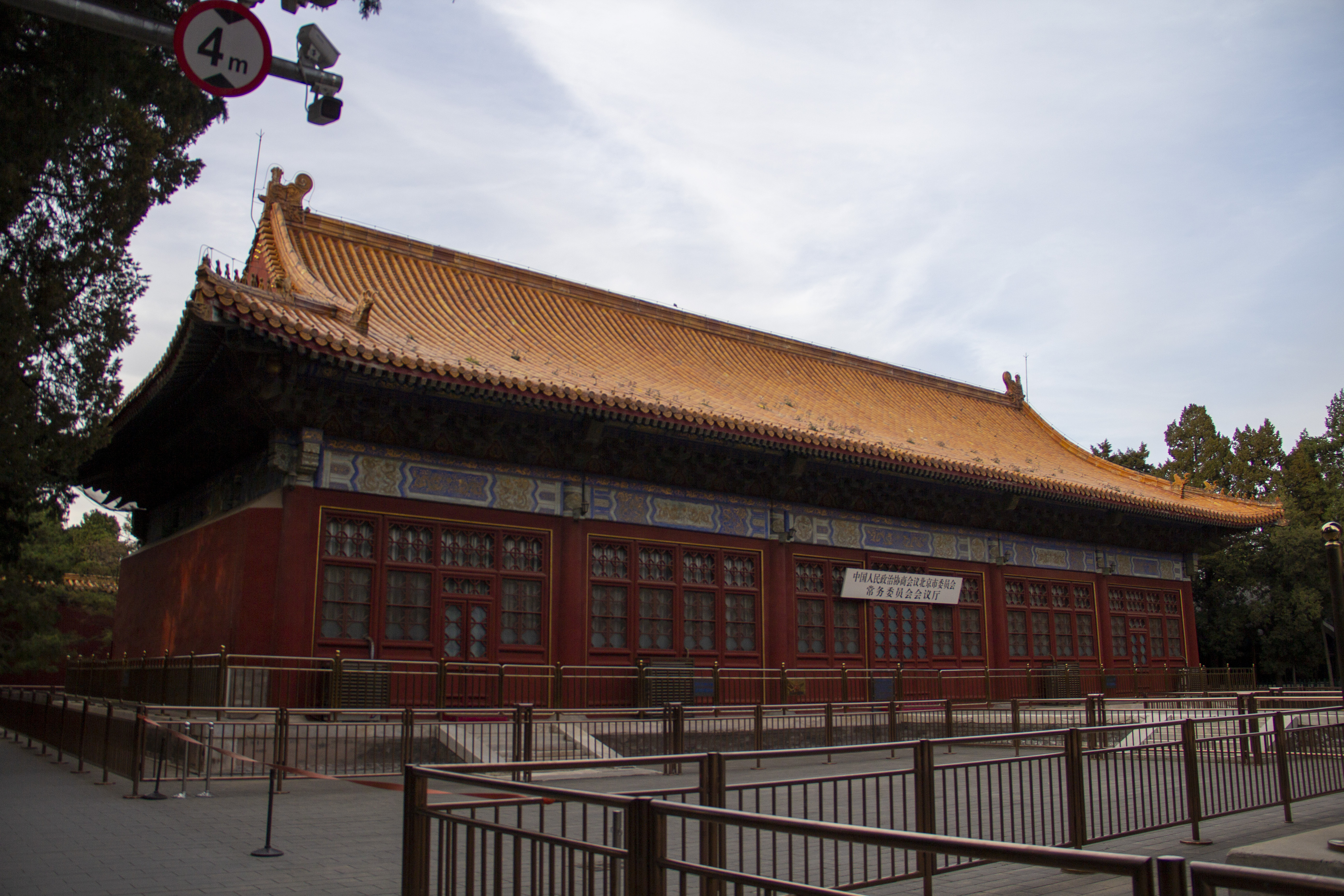
北京中山公园内的中国人民政治协商会议北京市委员会常务委员会会议厅

中国人民政治协商会议北京市委员会，简称北京市政协或政协北京市委员会，成立于1955年4月26日。它的前身是北京市各界人民代表会议协商委员会（简称北京市协商委员会）。

## 历任领导

### 第一届委员会
- 任期：1955年4月－1959年9月
- 主席：刘仁（土家族）
- 副主席：张友渔、蒋光鼐、吴晗、萧明、钱端升、梁思成、余心清、凌其峻
- 秘书长：崔月犁

### 第二届委员会
- 任期：1959年9月－1962年12月
- 主席：刘仁（土家族）
- 副主席：万里、陈鹏、蒋光鼐、吴晗、梁思成、陈垣、王烔、余心清、凌其峻、林巧稚
- 秘书长：廖沫沙

### 第三届委员会
- 任期：1962年12月－1965年9月
- 主席：刘仁（土家族）
- 副主席：万里、陈鹏、蒋光鼐、吴晗、梁思成、陈垣、余心清、凌其峻、林巧稚、廖沫沙、王源兴
- 秘书长：廖沫沙（兼）

### 第四届委员会
- 任期：1965年9月－1977年11月
- 主席：刘仁（土家族）
- 副主席：万里、蒋光鼐、吴晗、余心清、凌其峻、林巧稚、崔月犁、王源兴、杨宽麟、夏翔
- 秘书长：崔月犁（兼）

### 第五届委员会
- 任期：1977年11月－1983年3月
- 主席：丁国钰（1977年11月至1979年12月） → 赵鹏飞（1979年12月五届二次会议当选）
- 副主席：郑天翔、刘绍文、王笑一、郭影秋、陈克寒、范儒生、严济慈、张亮、范瑾、崔月犁、高戈、夏翔、侯镜如、闻家驷、浦洁修、雷洁琼、廖沫沙、刘涌、郭步岳、罗青、贺翼张、梁正中、林彤、王子如、张光斗、苏从周、陆宗达、孙孚凌、顾均正、丁贡南、陈明绍、巫宝三
- 秘书长：高戈（兼）

### 第六届委员会
- 任期：1983年3月－1988年1月
- 主席：刘导生（1983年3月至1985年3月） → 范瑾（1985年3月至1986年5月） → 白介夫（1986年5月六届四次会议当选）
- 副主席：高戈、廖沫沙、苏从周、陆宗达、刘涌、邓季惺、夏翔、张光斗、郭步岳、巫宝三、丁贡南、阚冠卿、罗青、林彤、关世雄、李伯康、李晨、甘英、安林
- 秘书长：李天绶

### 第七届委员会
- 任期：1988年1月－1993年2月
- 主席：白介夫
- 副主席：封明为、王大明、关世雄、孙孚凌、张明义、李伯康、夏翔、许嘉璐、祝谌予、阚冠卿、陈仲颐、甘英
- 秘书长：李天绶（1989年4月22离任） → 杜审微（1989年4月22日补选）

### 第八届委员会
- 任期：1993年2月－1998年1月
- 主席：王大明
- 副主席：封明为、孙孚凌、沈仁道、黄纪诚（1996年12月撤职）、陈仲颐、祝谌予、陈大白、王澍寰、卢松华、张廉云、钱易、万嗣铨、王之泰、靳晋
- 秘书长：杜审微（1996年3月27日离任） → 宋维良（1996年3月27日补选）
- 顾问：李伯康

### 第九届委员会
- 任期：1998年1月－2003年2月
- 主席：陈广文
- 副主席：沈仁道、卢松华、万嗣铨、钱易、杜宜瑾、李荻生、宋维良、韩汝琦、朱相远、陆道培、孙安民、傅铁山、朱育诚、毕群、梅向明、黄以云、满运来
- 秘书长：宋维良（2001年2月6日离任） → 黄以云（2001年2月6日补选）

### 第十届委员会
- 任期：2003年1月－2008年1月
- 主席：程世峨（－2006年1月） → 阳安江（2006年1月十届四次会议当选）
- 副主席：黄以云、黄承祥、韩汝琦、朱相远、傅铁山、满运来、王长连、张和平、陈难先、陈建生、叶文虎、唐晓青、陈平
- 秘书长：李建华

### 第十一届委员会
- 任期：2008年1月－2013年1月
- 主席：阳安江（－2011年1月） → 王安顺（2011年1月－）
- 副主席：沈宝昌、唐晓青、王伟（2009年1月－12月）、陈平、赵文芝、熊大新、傅惠民、葛剑平、王永庆、马大龙、蔡国雄、黎晓宏（2010年1月－2012年1月）
- 秘书长：闫仲秋

### 第十二届委员会
- 任期：2013年1月－2018年1月
- 主席：吉林
- 副主席：沈宝昌（2016年1月卸任）、唐晓青、陈平（2017年1月卸任）、赵文芝、傅惠民、葛剑平、王永庆、马大龙、蔡国雄、闫仲秋、李长友（2016年1月补选）、李士祥（2017年1月补选）
- 秘书长：周毓秋

### 第十三届委员会
- 任期：2018年1月－2023年1月
- 主席：吉林（－2022年1月） → 魏小东（2022年1月－）
- 副主席：杨艺文、程红、李伟（2020年10月免职）、牛青山（2022年1月卸任）、林抚生、于鲁明（2022年5月免职）、刘忠范、陈军、燕瑛、王宁（2021年1月补选）、崔述强（2022年1月补选）、张家明（2022年1月补选）、杨斌（2022年1月补选）、王红（2022年1月补选）
- 秘书长：严力强 → 于长辉（2022年1月当选）

### 第十四届委员会
- 任期：2023年1月－
- 主席：魏小东
- 副主席：崔述强、张家明、程红、卢彦、王红、林抚生（2025年1月卸任）、刘忠范、陈军、燕瑛、王金南、郭延红（2025年1月补选）
- 党组成员：韩子荣
- 秘书长：韩昱

## 党派团体
- 中国国民党革命委员会北京市委员会
- 中国民主同盟北京市委员会
- 中国民主建国会北京市委员会
- 中国民主促进会北京市委员会
- 中国农工民主党北京市委员会
- 中国致公党北京市委员会
- 九三学社北京市委员会
- 台湾民主自治同盟北京市委员会
- 北京市工商业联合会

## 机构设置
- 提案委员会
- 文史和学习委员会
- 经济委员会
- 科技委员会
- 城建环保委员会
- 教文卫体委员会
- 社会和法制委员会
- 民族和宗教委员会
- 港澳台侨委员会
- 办公厅
- 研究室
- 人事联络室
- 机关党委和工会